# National numbering agency
Eine National numbering agency (NNA) ist diejenige nationale Organisation, die für die Vergabe von Internationalen Wertpapierkennnummern (ISIN) des jeweiligen Landes verantwortlich ist. Es handelt sich typischerweise um nationale Wertpapierbörsen oder Wertpapierdienstleister.
In Deutschland wird diese Funktion durch die Wertpapier-Mitteilungen (WM) wahrgenommen, in Österreich durch die Oesterreichische Kontrollbank und in der Schweiz durch SIX Financial Information.
Als weltweiter Dachverband besteht die Association of National Numbering Agencies (ANNA), die die Arbeit der NNAs koordiniert.

## Liste der NNAs
| Land                                                      | NNA                                                                                          |
| --------------------------------------------------------- | -------------------------------------------------------------------------------------------- |
| Ägypten                                                   | Misr for Central Clearing, Depository and Registry (MCDR)                                    |
| Algerien                                                  | Algerie Clearing                                                                             |
| Argentinien                                               | Caja de Valores S.A.                                                                         |
| Aserbaidschan                                             | National Depository Center                                                                   |
| Australien                                                | Australian Stock Exchange Limited                                                            |
| Bangladesch                                               | Central Depository Bangladesh Ltd.                                                           |
| Belarus                                                   | The Republican Unitary Enterprise "The Republican Central Securities Depository"             |
| Belgien                                                   | SIX Financial Information Belgium                                                            |
| Bolivien                                                  | Entitad de Deposito de Valores de Bolivia S.A.                                               |
| Botswana                                                  | Botswana Stock Exchange                                                                      |
| Brasilien                                                 | Bolsa de Valores de Sao Paulo S.A. - BVSP                                                    |
| Bulgarien                                                 | Central Depository of Bulgaria                                                               |
| Chile                                                     | Deposito Central de Valores                                                                  |
| China                                                     | China Securities Regulatory Commission                                                       |
| Costa Rica                                                | Central de Valores - CEVAL                                                                   |
| Dänemark                                                  | VP Securities Services                                                                       |
| Deutschland                                               | Wertpapier-Mitteilungen                                                                      |
| Dominikanische Republik                                   | CEVALDOM                                                                                     |
| El Salvador                                               | Central Deposito de Valores S.A. de C.V.                                                     |
| Estland                                                   | Estonian Central Depository for Securities                                                   |
| Finnland                                                  | Euroclear Finland                                                                            |
| Frankreich                                                | Euroclear France                                                                             |
| Griechenland                                              | Hellenic Exchanges S.A.                                                                      |
| Honduras                                                  | Comision Nacional de Bancos y Seguros                                                        |
| Hongkong                                                  | Hong Kong Exchanges and Clearing Ltd                                                         |
| Indien                                                    | Securities and Exchange Board of India                                                       |
| Indonesien                                                | PT Kustodian Sentral Efek Indonesia (Indonesian Central Securities Depository – ICSD)        |
| Iran                                                      | Tehran Securities Exchange Technology Management Company                                     |
| Irland                                                    | The Irish Stock Exchange                                                                     |
| Island                                                    | Icelandic Securities Depository                                                              |
| Israel                                                    | Tel Aviv Stock Exchange                                                                      |
| Italien                                                   | Banca d´Italia                                                                               |
| Japan                                                     | Tokyo Stock Exchange                                                                         |
| Jordanien                                                 | Securities Depository Center of Jordan                                                       |
| Kanada                                                    | The Canadian Depository for Securities Ltd                                                   |
| Kap Verde                                                 | Bolsa de Valores de Cabo Verde                                                               |
| Kenia                                                     | Nairobi Stock Exchange                                                                       |
| Kolumbien                                                 | Deposito Centralizado de Valores de Colombia - DECEVAL S.A.                                  |
| Kroatien                                                  | Central Depository and Clearing Company Inc. of Croatia                                      |
| Kuwait                                                    | Kuwait Clearing Company                                                                      |
| Lettland                                                  | OMX - Latvian Central Depository                                                             |
| Libanon                                                   | Midclear S.A.L.                                                                              |
| Libyen                                                    | Libyan Stock Market                                                                          |
| Litauen                                                   | Central Securities Depository of Lithuania                                                   |
| Luxemburg                                                 | Clearstream Banking                                                                          |
| Malaysia                                                  | Bursa Malaysia                                                                               |
| Malta                                                     | Malta Stock Exchange                                                                         |
| Marokko                                                   | MAROCLEAR S.A.                                                                               |
| Mauritius                                                 | Central Depository & Settlement Co. Ltd                                                      |
| Mazedonien                                                | Central Securities Depository AD Skopje                                                      |
| Mexiko                                                    | S.D. Indeval SA de CV                                                                        |
| Montenegro                                                | Central Depository Agency of Montenegro                                                      |
| Nicaragua                                                 | Central Nicaragüense de Valores, Cenival                                                     |
| Niederlande                                               | Euroclear Netherlands NIEC                                                                   |
| Nigeria                                                   | Central Securities Clearing System Ltd.                                                      |
| Norwegen                                                  | Verdipapirsentralen (VPS) ASA                                                                |
| Oman                                                      | Muscat Depository & Securities Registration Co.                                              |
| Österreich                                                | Oesterreichische Kontrollbank AG                                                             |
| Pakistan                                                  | Central Depository Company of Pakistan Ltd                                                   |
| Panama                                                    | Bolsa de Valores de Panama S.A.                                                              |
| Peru                                                      | Bolsa de Valores de Lima                                                                     |
| Philippinen                                               | Philippine Stock Exchange, Inc.                                                              |
| Polen                                                     | National Depository for Securities                                                           |
| Portugal                                                  | Interbolsa - Sociedade Gestora de Sistemas de Liquidação e Sistemas Centralizados de Valores |
| Rumänien                                                  | Depozitarul Central S.A. (Romanian Central Depository)                                       |
| Russland                                                  | The National Depository Center (NDC)                                                         |
| Sambia                                                    | Lusaka Stock Exchange                                                                        |
| Saudi-Arabien                                             | Saudi Financial Market (TADAWUL)                                                             |
| Schweden                                                  | VPC AB                                                                                       |
| Schweiz                                                   | SIX Financial Information                                                                    |
| Serbien                                                   | Central Securities Depository A.D. Beograd                                                   |
| Simbabwe                                                  | Zimbabwe Stock Exchange                                                                      |
| Singapur                                                  | Singapore Exchange                                                                           |
| Slowakei                                                  | Central Securities Depository SR, Inc.                                                       |
| Slowenien                                                 | KDD Central Securities Clearing Corporation                                                  |
| Spanien                                                   | Comisión Nacional del Mercado de Valores                                                     |
| Sri Lanka                                                 | Colombo Stock Exchange                                                                       |
| Südafrika                                                 | JSE Ltd                                                                                      |
| Südkorea                                                  | Korea Exchange - KRX                                                                         |
| Swasiland                                                 | Central Bank of Eswatini                                                                     |
| Syrien                                                    | Damascus Securities Exchange                                                                 |
| Taiwan                                                    | Taiwan Stock Exchange Corporation                                                            |
| Tansania                                                  | Dar es Salaam Stock Exchange                                                                 |
| Thailand                                                  | Thailand Securities Depository Co., Ltd                                                      |
| Tschechien                                                | Czech National Bank                                                                          |
| Tunesien                                                  | Sticodevam                                                                                   |
| Türkei                                                    | Takasbank                                                                                    |
| Uganda                                                    | Uganda Securities Exchange                                                                   |
| Ukraine                                                   | National Depository of Ukraine                                                               |
| Ungarn                                                    | Keler CCP                                                                                    |
| USA                                                       | S&P Global (über Capital IQ)                                                                 |
| Venezuela                                                 | Bolsa de Valores de Caracas                                                                  |
| Vereinigtes Königreich                                    | London Stock Exchange                                                                        |
| Vietnam                                                   | Viet Nam Securities Depository and Clearing Corporation                                      |
| Zentralafrikanische Wirtschafts- und Währungsgemeinschaft | Bourse des Valeurs Mobilieres de l´Afrique Centrale(BVMAC)                                   |
| Zypern                                                    | Cyprus Stock Exchange                                                                        |
|                                                           | Clearstream Banking                                                                          |
|                                                           | Euroclear Bank S.A./N.V                                                                      |